# Jo (serie de televisión)
Jo es una serie dramático-policial de lengua inglés-francés transmitida del 17 de enero del 2013 al 7 de marzo del 2013.
El programa siguió a un grupo de oficiales de la policía que intentan resolver los asesinatos más extraños que ocurren en las partes más famosas de la ciudad francesa como la Torre Eiffel, la catedral de Notre Dame, las Catacumbas, las plazas Vendôme, Pigalle, Opera y Concorde, el Palacio de Invalides, el distrito Le Marais, entre otros...
La serie fue creada por René Balcer, Franck Ollivier y Malina Detcheva, y ha contado con la participación invitada de actores como Leslie Caron, Sienna Guillory, Oliver Milburn, Luke Pasqualino, Olivia d'Abo, entre otros...
En junio del 2013 se anunció que la serie había sido cancelada.

## Historia
La serie se centró en Jo Saint-Clair, un comandante veterano de la oficina de homicidios llamada La Crim' de París que tiene experiencia resolviendo los asesinatos más misteriosos y que junto al resto del equipo intentan resolver los asesinatos que tienen lugar en torno de la capital francesa.
A Jo se le unen su compañero Marc Bayard un joven teniente que tiene problemas para equilibrar su vida como padre y esposo con el trabajo. Su jefa Béatrice Dormont quien ayuda a Jo a mantenerse en el camino correcto, el oficial Nick Normand y la doctora Angélique Alassane.
Jo también contó con el apoyo de su confidente y mejor amiga la hermana Karyn, una monja que no usa el hábito tradicional y que está a cargo de un refugio para prostitutas, en donde en el pasado cuidó de Adèle Gauthier, la hija de Jo quien ahora trabaja como enfermera y a la que Karyn ve como a una hija.

## Personajes

### Personajes principales
| Actor         | Personaje                | N.º de episodios                                     | Episodios | Duración |
| ------------- | ------------------------ | ---------------------------------------------------- | --------- | -------- |
| Jean Reno     | Joachim "Jo" Saint-Clair | Comandante de la Policía                             | 8         | 2013     |
| Tom Austen    | Det. Marc Bayard         | Teniente de la Policía                               | 8         | 2013     |
| Jill Hennessy | Karyn                    | Monja                                                | 8         | 2013     |
| Orla Brady    | Béatrice Dormont         | Jefa y Oficial Superior de la Policía                | 8         | 2013     |
| Heida Reed    | Adèle Gauthier           | Enfermera                                            | 8         | 2013     |
| Celyn Jones   | Nick Normand             | Oficial Experto de Cifras e Información en la Unidad | 8         | 2013     |
| Wunmi Mosaku  | Dra. Angélique Alassane  | Encargada de los Informes Médicos en la Unidad       | 8         | 2013     |

### Personajes recurrentes
| Actor          | Personaje     | N.º de episodios | Duración |
| -------------- | ------------- | ---------------- | -------- |
| Chris Brazier  | Yannick Morin | 8                | 2013     |
| Sean Pertwee   | Charlie       | 6                | 2013     |
| Eriq Ebouaney  | Amadou        | 5                | 2013     |
| Stephen Shagov | Fredric       | 4                | 2013     |
| Joe Tucker     | Duroc         | 4                | 2013     |

## Episodios
La cadena ordenó ocho episodios para la primera temporada del drama.

## Producción
La serie fue creada por el exitoso guionista canadiense René Balcer (que ha trabajado en series exitosas como Law & Order y Law & Order: Criminal Intent) y por el equipo francés de escritores Franck Ollivier y Malina Detcheva (conocidos por haber trabajado en la miniserie Lost Signs).
Y coproducida por la producción French Atlantique Productions y la compañía Belgian Stromboli Pictures en asociación con socios como TF1, RTBF, Sat.1, ORF y RTS.
Fue escrita por René Balcer, Franck Ollivier, Malina Detcheva y Diana Son. Originalmente la serie sería llamada "Le Grand", sin embargo la producción decidió cambiarlo y nombrarla "Jo" y el apellido del personaje de Jean Reno sería Joachim Legrand, pero luego se cambió a Saint-Clair.
La canción de apertura de la serie, fue de "Light Up". La serie también cuenta con la participación de Thomas Hass Christensen.

## Distribución internacional
Después de estrenarse en Italia por Fox Crime la serie fue un éxito en la audiencia obteniendo el doble de número de espectadores que Borgia, desde entonces la serie se emite en varios países europeos y en toda América Latina.
| País                 | Cadena                 | Fecha de Inicio       | Fecha de Finalización |
| -------------------- | ---------------------- | --------------------- | --------------------- |
| Alemania             | FOX Channel (Alemania) | 2013                  | -                     |
| Argentina            | FX                     | 4 de marzo de 2013    | -                     |
| Austria              | ORF                    | 2013                  | -                     |
| Bolivia              | FX                     | 4 de marzo de 2013    | -                     |
| Bélgica              | La Une                 | 18 de abril de 2013   | -                     |
| Brasil               | FX                     | 10 de mayo de 2013    | -                     |
| Colombia             | FX                     | 4 de marzo de 2013    | -                     |
| Costa Rica           | FX                     | 4 de marzo de 2013    | -                     |
| Chile                | Fox                    | 4 de maro del 2013    | -                     |
| Chipre               | Fox                    | 27 de febrero de 2013 | -                     |
| España               | Fox                    | 7 de mayo de 2013     | -                     |
| Ecuador              | FX                     | 4 de marzo de 2013    | -                     |
| Francia              | TF1                    | 25 de abril de 2013   | -                     |
| Grecia               | Fox                    | 27 de febrero de 2013 | -                     |
| Honduras             | FX                     | 4 de marzo de 2013    | -                     |
| Hungría              | RTL Klub               | 21 de mayo de 2013    | -                     |
| Irlanda              | Fox                    | 19 de mayo de 2013    | -                     |
| Italia               | Fox Crime              | 17 de enero de 2013   | -                     |
| México               | FX                     | 4 de marzo de 2013    | -                     |
| Panamá               | FX                     | 4 de marzo de 2013    | -                     |
| Paraguay             | FX                     | 4 de marzo de 2013    | -                     |
| Perú                 | FX                     | 4 de marzo de 2013    | -                     |
| Polonia              | Fox                    | 25 de enero de 2013   | -                     |
| Portugal             | Fox                    | 6 de mayo de 2013     | -                     |
| Reino Unido          | Fox                    | 19 de mayo de 2013    | -                     |
| República Dominicana | FX                     | 4 de marzo de 2013    | -                     |
| Suiza                | RTS                    | 2013                  | -                     |
| Uruguay              | FX                     | 4 de marzo de 2013    | -                     |
| Venezuela            | FX                     | 4 de marzo de 2013    | -                     |
| Eslovaquia           | TV Doma                | 28 de abril de 2014   | 16 de junio de 2014   |